# Petter Wastå
Jon Petter Wastå (Torsås, 2 febbraio 1976) è un ex calciatore svedese, di ruolo portiere.

## Palmarès
- Campionato svedese: 1

Kalmar: 2008
- Coppa di Svezia: 1

Kalmar: 2007
- Supercoppa di Svezia: 1

Kalmar: 2009